# Czarka (jednostka objętości)
Czarka, rus. чарка – dawna jednostka objętości stosowana na Rusi. Stanowiła 1/10 część krużki i 1/100 część wiadra. Odpowiadała objętości 0,123 litra.